# 백운사 보현전
백운사 보현전(白雲寺 普賢殿)은 전라북도 익산시 여산면, 백운사에 있던 건축물이다. 1984년 4월 1일 전라북도의 문화재자료 제90호로 지정되었으나, 1995년 화재로 소실되어 1996년 3월 29일 문화재 지정이 해제되었다. 화재로 소실된 건물을 복원하였으나 관음전으로 현판을 바꾸어 달았다.

## 개요
전라북도 문화재자료 지정에 따라 설치되었던 현지 안내판의 내용은 다음과 같다.
백운사는 신라 경순왕 2년(928년) 백양선사가 창건했다고 전하며 본디는 법당산 혜정사라 불리었는데 그후 백운사로 개칭되었다고 전한다. 이 사찰이 있는 천호산에는 문수사 백련암이 있어 각기 문수 관음 보현보살을 모시는 도량이라고 한다. 경내에는 보현전 칠성각 요사가 있는데 모두 근래의 건물이다. 보현전은 정면 5칸 측면 2칸의 팔작지붕 건물로 최근 만들어진 석가여래 관음보살 세지보살의 삼존불상과 탱화가 있다. 탱화 중에는 함풍 8년(1858년)에 만들어진 후불탱이 있으며 그 외의 것은 대체로 1900년대 이후에 만들어진 것이다.

## 복원
1995년 보현전이 화재로 소실된 후 같은 해 12월 그 자리에 새로 정면 3칸, 측면 1칸에 주심포 형식의 맞배지붕 목조기와 건물로 복원하여 한글로 '관음전'이라고 쓴 현판이 걸었다. 건물 안팎으로 단청을 하고, 수미단 위에 관음보살상을 봉안하고 있다.

## 같이 보기
- 백운사

## 참고 자료
- 백운사 보현전 - 국가유산청 국가유산포털